# Биволска чапла
Биволската чапла (Bubulcus ibis) е птица от семейство Чаплови. Среща се и в България.

## Допълнителни сведения
През 20 век популацията на биволската чапла осъществила взривна експанзия в различни части на света. Видът живее на малки ята заедно със стадата домашни и диви копитни бозайници. Птиците често кацат по гърба им, за да набележат по-апетитна плячка. До 1957 г. видът е известен от няколко находища в страната – устията на реките Искър и Лом, околностите на Мандренското езеро, Атанасовското езеро, Созопол, Шабла и Пещера. От тях само в един случай е наблюдавана двойка. В България биволската чапла е известна само като рядък случаен посетител и не е регистрирана като гнездящ вид, макар че е възможно отделни двойки да гнездят, напр. в Бургаските езера.